# 天主教莫索羅教區
天主教莫索羅教區（拉丁語：Dioecesis Mossorensis）是巴西一個羅馬天主教教區，屬納塔爾總教區。
教區成立於1934年7月28日，位於北大河州西北部，2004年有教友793,000人（佔轄區總人口96.1%）、二十個堂區、卅七名司鐸。現任教區主教為馬里亞諾·曼薩納。